# Skeppsbroplatsen
Skeppsbroplatsen är ett torg i stadsdelen Inom Vallgraven i centrala Göteborg. Namnet beslutades 1883. Platsen ligger mellan Skeppsbron och Stora Badhusgatans norra del. Den kallades tidigare Residenstorget eller Residensplatsen efter landshövdingeresidenset strax intill. År 1884 finns Skeppsbroplatsen med för första gången i Göteborgs Adress- och Industrikalender; Skeppsbroplatsen, mellan Landshöfdingeresidenset, Skeppsbron och Stora Hamnkanalen.